# Famille de Duin
La famille de Duin ou de Duyn est une ancienne famille de la noblesse d'extraction chevaleresque, originaire de Duingt ou Duin, dans le comté de Genève. Les premiers personnages portant ce patronyme sont mentionnés au cours du XIIe siècle, tout en supposant une apparition au siècle précédent.
La branche principale disparaît au XVe siècle, avec la transmission d'une partie des titres et des biens aux Mareschal de Saint Michel de Maurienne.

## Cognomina
Le surnom patronymique Duin est la forme courante utilisée pour « désigner la famille seigneuriale ». On trouve cependant dans la documentation les formes Duyn, utilisée notamment par Amédée de Foras ou encore Duyng, mais plus rarement sous la forme du toponyme de la commune, Duingt.
L'historien local, l'abbé Bernard (1967) souligne que « [les] Duin [...] ainsi écrits dans les vieux textes normalement, avant qu'on ne change l’i en y, comme ce fut un temps la mode ».

## Histoire

### Légende
Le généalogiste Amédée de Foras mentionne, que selon d'anciennes chroniques, le futur saint Bernard, dit de Menthon serait né en 923 de l'union entre le baron Richard de Menthon et de Bernoline de Duyn,,. Cette dernière serait, toujours selon ces traditions, la descendante d'un Olivier, dit comte de Genève, et compagnon de Charlemagne et de Roland,.
Cette légende remonte à un biographe et chanoine de Tarentaise, connu sous le pseudonyme de Richard de la Val d'Isère, la fin du XIVe siècle ou vers le début du XVe siècle,.

### Origines
Les seigneurs de Duin tirent leur nom de la seigneurie de Duin, considérée comme l'une des plus anciennes et des plus grandes du comté de Genève,. Foras considérait qu'« il se présente pour la famille des seigneurs de Duyn une incertitude singulière, celle de leur véritable nom patronymique ». L'abbé Bernard (1967) émet une hypothèse, prenant en compte la mention dans le Nécrologe de Talloires — « Nichola de Ternie vel de Duig (Duing ?) » — et Nicolas de Duyn (1241) de l’Armorial et nobiliaire de l'ancien duché de Savoie (p. 288), que les Duin seraient une branche cadette des Ternier, les nommant ainsi « Ternier dits Duin ».
En 1230, Raymond de Duin épouse Anne famille de Conflans/Conflens, héritière de la branche aînée. Leurs descendants portent désormais le patronyme de Conflans, jusqu'au milieu du XIVe siècle.
En 1289, Rodolphe de Conflans, dit de Duin, fils de Jacques, rend hommage pour le castri Confleti à l'archevêque,.
Dans un nouvel acte de 1296, on retrouve ce Rodolphe de Duyn, dit fils de Jacques de Conflans. Il s'agit des « Duin dits aussi Duin-Conflens, [...] possessionnés au Châtel-sur-Conflens », dont est issu l'évêque Guillaume de Duin-Conflens.

### Seigneurs des rives dulac de Duin
Les origines de la famille de Duin sont incertaines, toutefois la famille est maîtresse des deux châteaux de la paroisse, celui de Duingt dit de l'Esplanade, situé sur la colline surplombant le lac, et celui de Châteauvieux, installé sur une presqu'île, qui semble être le centre originel de la seigneurie de Duin,. Le site de Duingt, protégé par deux châteaux, est un lieu de passage important sur la rive ouest du lac d'Annecy, empruntant une ancienne voie romaine secondaire, entre Genève et Moûtiers (vallée de la Tarentaise), passant par Annecy, et permettait aussi de contrôler la navigation sur le lac.
La seigneurie de Duin s'étend de la Provenche (Saint-Jorioz), jusqu'à Beauvivier et son port (actuelle commune de Doussard), en passant par la seigneurie de Ruange (Doussard, Chevaline et Lathuile),. La famille contrôle ainsi la partie sud du lac, appelée Petit lac ou lac de Duin (lacus de Duygno) et une partie de la rive gauche du Grand lac ou lac d’Annecy,. Cette partie du lac relèvera d’ailleurs de la châtellenie.
Selon l'abbé Bernard, la famille des « Ternier dits Duin » devait posséder « le vidomnat sur les bords du lac d’Annecy depuis Veyrier, Menthon, Talloires inclus jusqu’au mandement de Duin inclus. ». Il appuie son hypothèse sur l'existence d'un Aymon, dit vice-domnus sans autre précisions, mais que l'on pourrait associer à Aymon de Ternier, dans une donation à l'Hospice Saint-Nicolas de Montjoux de 1137 du comte Amédée III. Ce personnage, et donc la famille des « Ternier dits Duin », pourraient avoir des « droits en Tarentaise puisque le prieuré de Talloires en a à Moûtiers, Belleville et Hautecour ; il est le protecteur des moines de son vidomnat ».
La famille fait de nombreux dons à l'abbaye de Talloires, mais aussi celle de Tamié. Ainsi un acte, daté de 1231 à 1233, « Raymond de Duin, femme et enfants, donnèrent à l'abbaye de Tamié la terre et le bois qu’ils avaient en Glaire et le droit de pêche au lac avec filets, sauf en Eau-Morte pour 100 sols », indique les droits possédés par la famille au bout du lac. La rivière de l'Eau Morte semble marquer la limite de juridiction des deux abbayes dans la plaine du bout du lac d'Annecy.
La famille de Duin, tout comme celle de Menthon, implantée en rive est du lac, semble avoir pour sépulture l'abbaye de Talloires.

### Vassaux des comtes de Genève
De nombreux personnages portant les Cognomina — Duin(g), Duyn, Doint — apparaissent dans les documents des XIIe et XIIIe siècles présentés, en partie, dans le Régeste genevois (1866), notamment comme témoins des comtes de Genève. Le comte de Foras « Il est incontestable que les Duyn sont une de nos plus vieilles familles chevaleresques de Savoie : il est donc très admissible qu'ils remontent aux rois de Bourgogne et même plus haut, quant à le prouver, c'est plus difficile. Les plus anciens documents les concernant remontent au XIIIe siècle. »
Selon le Régeste genevois (1866), en 1198, Aimon de Duing ou Duin est témoin dans une information prise par les évêques de Genève, Nantelme, et de Sion, Nantelme d'Ecublens.
Raymondus Doint se porte caution, le 10 octobre 1219, pour le comte de Genève de la somme de 1 100 sols, lors du traité de Desingy, placé sous l'arbitrage de l'archevêque de Vienne, Jean de Bernin,. Ce traité impose au comte de Genève, Guillaume II de résider en son château d'Annecy afin de faire cesser ses querelles avec l'évêque de Genève.
Raimond, Pierre et Jaques de Duing sont témoins pour le comte de Genève, dans un traité de paix du 10 mai 1225, avec le baron Aymon II de Faucigny. La même année un accord est signé entre Pierre, seigneur de Duing (Duyn), et ses frères Henri et Jean, né à Vuillerens, sous les auspices du Chapitre de Lausanne (Pays de Vaud). En 1252, Pierre de Duing est témoin lors de l'élaboration du testament du comte Guillaume II de Genève.
Dans le Pays de Vaud, la seigneurie de Vufflens dépend, vers 1235, des comtes de Genève et, en 1250, elle est donnée en gage au seigneur Pierre de Savoie.

### Extension régionale
De fait de possessions placées dans le domaine d'influence de la famille des comtes de Savoie, une partie de la famille de Duin se met au service de ces princes dès le XIIIe siècle.
Vers le milieu du XIIIe siècle, on trouve comme seigneur de Vufflens Richard de Duin. Celui-ci se voit toutefois bientôt dépossédé d'une partie de son territoire en raison de la fondation, par Louis Ier de Vaud, de  Morges (1286), ville neuve implantée sur un terrain qui, précédemment, appartenait à la seigneurie de Vufflens. Cette spoliation donne lieu à un procès.
En 1269, Richard de Duyng est témoin pour le comte Philippe Ier de Savoie.
Raoul/Rodolphe de Conflans, coseigneur de Duin, reconnait dans un acte du 4 octobre 1288 tenir en fief « tout ce qu'il possède à partir de la pierre appelée Boc de Tametz (Bout de Tamié) jusque vers Annecy et ailleurs » du comte Amédée II de Genève,,,. L'acte précise que Raoul/Rodolphe de Conflans met à disposition du comte son fief en cas de conflit avec les comtes de Savoie,. Le même cède, en 1296, pour 2 500 livres au comte de Genève une partie de la seigneurie et le château de Duin, mais conserve le château de Châteauvieux,,. Les droits entre le comte et Pierre de Duin, coseigneur de Duin, sont précisés dans un accord en 1311.
En 1324, un Guillaume de Duin prête hommage pour la possession de la châtellenie savoyarde de Gras(s)bourg, en Pays de Vaud, alors sous administration savoyarde. Un Bertrand de Duin a été bailli de Vaud et avoué de Payerne en 1455.
François de Duin épouse Marguerite de Beaufort,. Précédemment, le 29 mai 1310, Jacquemet de Beaufort, en échange de la seigneurie de Beaufort, avait obtenu la seigneurie de La Val d'Isère et acheté en 1346 le titre de « vicomte de Tarentaise » à Amédée V de Savoie, pour 2 000 florins. Les Duin, par ce mariage, se retrouvent coseigneurs de La Val d'Isère ou de la Valdisère,.
En 1404, Antoine de Duin prête serment au comte de Savoie Amédée VIII. Il se trouve co-seigneur de la seigneurie de Bex. En 1431, Antoine de Duin épouse Marguerite de Blonay, à la suite de quoi il hérite du titre de seigneur de Bex. Le château, qui prendra dès lors le nom de « château de Duin », est détruit en partie entre 1475 et 1476, au cours de la guerre de Bourgogne. Les héritiers s'établissent désormais dans une maison du village, le château semble délabré dans la seconde partie du XVIe siècle.

### Disparition de la branche aînée et héritage
Robert de Duin, seigneur de Châteauvieux et de la Bâtie de Saint-Eustache, hérite de son frère, Bertrand, la seigneurie de La Val-d'Isère (avant 1473). Son fils aîné, Amédée, hérite des deux principales seigneuries du Genevois, puis son fils François. Son cadet, Pierre, hérite de La Val-d'Isère. Son fils, Janus, lui succède. Il est l'héritier universel de son cousin germain François, qui meurt après 1510.
Janus de Duyn est fait écuyer (1490) du duc de Savoie Charles (II), puis grand-écuyer (1504),. Avec sa femme, Clauda Bonivard, ils n'ont qu'une fille, Louise, comtesse de Mansin,.
Sans postérité, Louise de Duin teste dans un premier temps en faveur de son mari (1523), Thomas Valpergue, comte de Masin (di Masino), issu d'une ancienne famille piémontaise, puis « en faveur des nobles François et Pierre de La Forest », seigneurs de la Barre, cousins maternels,,, puis « leur substituant Jean Mareschal (fils d'Urbaine de Duin, sa tante), et Gaspard de Rovorée (fils de Marie de Duin, sa tante) ». Son codicille de 1529 confirme ses dernières volontés.
Urbaine de Duin avait épousé Jean Mareschal, de la branche de Saint Michel de Maurienne, donnant naissance à la branche des Mareschal Duyn de la Val d'Isère. Ses enfants héritent ainsi du titre de vicomte de Tarentaise.
Louise de Duin vend, alors qu'elle était éloignée, le château familiale de Châteauvieux à Philippe de Savoie, comte apanagiste du Genevois et premier duc de Nemours.
Marie de Duyn, cousine germaine de Janus, qui a épousé en troisièmes noces, Vincent de Thorens. Elle nomme Claude-Nicolas de Thorens, baron de Grilly, comme héritier, avec l'autorisation « de porter le nom et les armes de Duyn », d'où les formes Claude-Nicolas de Duyn de Thorens. Avec sa mort en 1565, la branche aînée disparait.

## Héraldique
| Maison de Duin | Les armes de la famille de Duin se blasonnent ainsi : d'or à la croix de gueules, De Foras relève que François Augustin Della Chiesa donnait pour armes anciennes de gueules à deux bars adossés d'argent (Due barbi di argento curvi contrapposti in campo rosso),. L'Armorial de Rietstap (1884) énonce les armes suivantes : - Duyn (de) de Bex (Savoie) : de gueules à deux bars adossés d'argent accolés en chef d'une tour d'or. Le château de Bex, dit de Duin, dans le canton de Vaud, possède une représentation de ces armes. - Duyn (de) de Vufflens (Genevois, province de Vaud) : d'or à la croix de gueules. Cimier, selon Foras, probablement "un aigle naissant... de sable". |  |

| Famille de Mareschal (de) Duyn (de) La Val d'Isère | Les armes de la famille de Mareschal (de) Duyn (de) La Val d'Isère ou Duyn Maréchal ou encore Duyn de La Val d'Isère se blasonnent ainsi : écartelé 1 et 4 d'or à la croix de gueules, écartelé 1 et 3 d'or, à la bande d'or, chargée de trois coquilles d'argent., Amédée de Foras note que certains sceaux de cette famille au XVe siècle portaient le blason pur de Duin. |

## Personnalités
Amédée de Foras relève que « La généalogie de cette famille est de « laborieuse tisseure » », citant les mots de l'évêque de Genève, Charles-Auguste de Sales. Indiquant ainsi les difficultés à construire une généalogie pour cette famille et les différentes personnalités ayant porté le nom.

### Seigneurs laïcs
- Thomas de Conflans  (de Confleto), au service du comte de Savoie, bailli de Vaud (1281)[47], châtelain de Chillon (1296) et bailli du Chablais (1288 ? ou 1296-1298)[47],[48], châtelain de l'Île et vidomne de Genève (1296)[47], puis bailli de Genevois (1296-1298)[49] ;
- Amédée de Conflans, frère du précédent, obtient à la mort de ce dernier les charges de châtelain de Chillon, bailli du Chablais et du Genevois[48] ;
- Pierre de Duin, bailli de Savoie et châtelain de Montmélian[50] ;
- Jean de Conflans, chancelier de Savoie (1391-1396)[51],[52] ;
- Bertrand de Duin (Duens) seigneur de Val-d'Isère, coseigneur de Conflans, bailli de Vaud (v. 1455-1456)[47].

### Religieux
- Guillaume de Conflans ou de Duin-Conflens, évêque de Genève (1287-1294/95)[53],[ReG 10].
- Jean de Duin(g), probablement issu de cette famille, prieur d'Étoy (1301)[54], chanoine, puis prévôt (prieur) du Grand-Saint-Bernard (Mont-Jou) (vers 1302-1316)[55],[56].
- Guillaume de Duin, frère du précédent, prieur de Lutry (v. 1305)[55].
- Hugues de Duin, prieur d'Étoy (1341)[54].
- Pierre de Duin (de Dugnye), chanoine du Saint-Bernard, « recteur de Belmont »[57].
- Deux prieurs de Saint-Jorioz : Guillaume de Duin (1307-1317), Othorin de Duin (1317-1347)[58].

## Titres, seigneuries et possessions

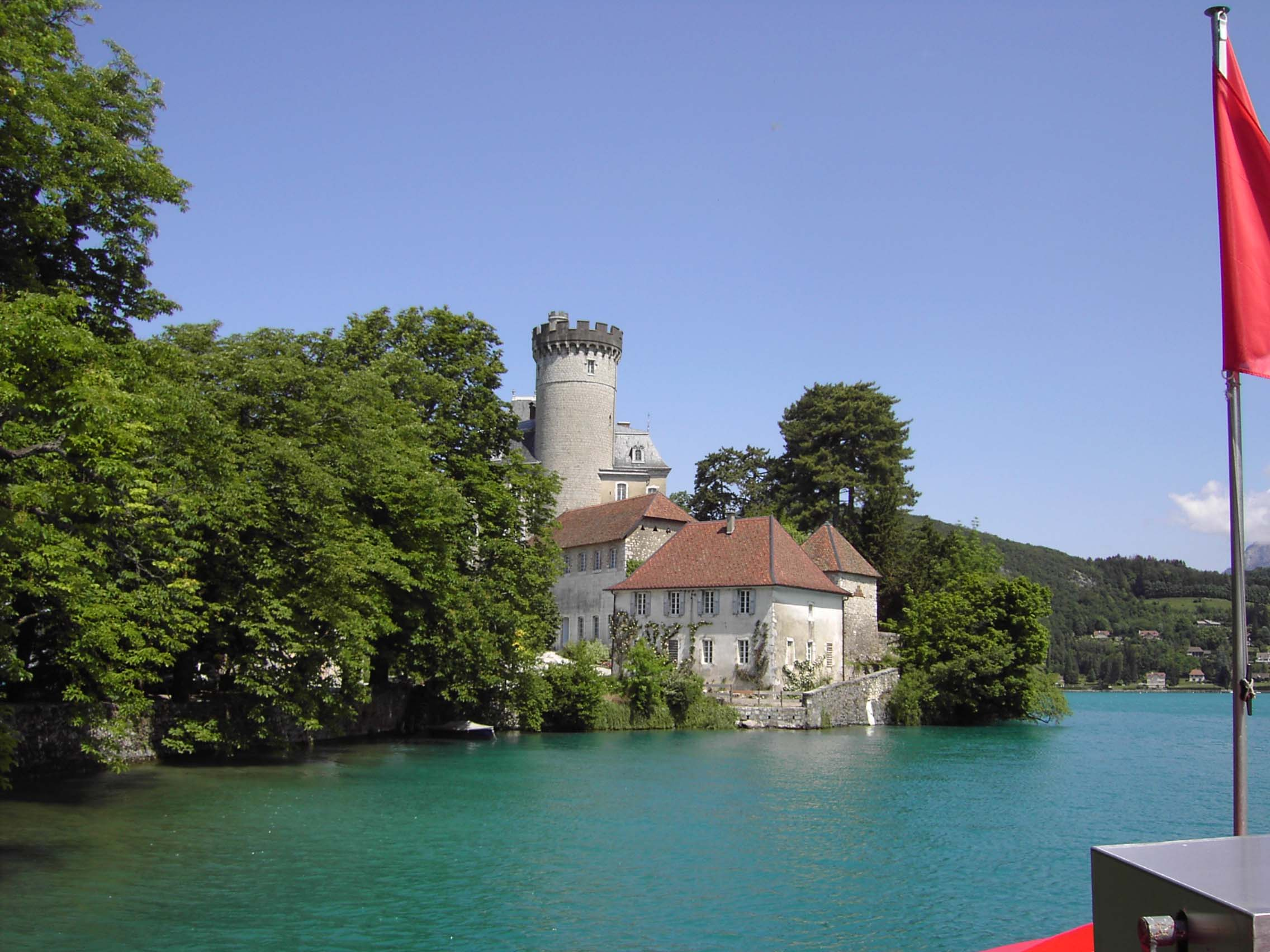
Château de Châteauvieux.

Les Duin ont été seigneurs : 
- en Genevois : de Duyn avec son château (jusqu'en 1296) ; de Châteauvieux de Duin ; de Beauvivier jusqu'en 1530[59], de Château-vieux (Bâtie de Saint-Eustache), d'Héré ou Dhéré ; de Ruange (Chevaline, partie de Doussard et de Lathuile dont le château)[15],[16], coseigneurs d'Outrechaise (Ultrasedium, Ugine) ;
- en Tarentaise : vicomtes de Tarantaise et barons de La Valdisère ou La Val d'Isère (Val-d'Isère (vers 1310, jusqu'au XVIIe siècle), de Châtel-sur-Conflans (Conflans, 1289-XIVe siècle)[60],[61] ;
- en Pays de Vaud et Vieux Chablais : de Vufflens-le-Chastel (Vufflens-le-Château) (milieu du XIIIe siècle-1385)[62], de Vuillerens (1308-)[63], Noville, de Champvent (en 1324 Marguerite de Champvent se marie avec Richard de Duyn, puis passe à la famille de Vergy, à la suite du mariage de la petite-fille, Marguerite de Duin ou de Vufflens)[64], coseigneurs de Bex (1431 à 1574)[65] ;
- en Bugey : Évieu (commune de Saint-Benoît)[44] ;
- en Savoie Propre : Combe-Fort ou Combefort (à Saint-Pierre-de-Soucy, passe par mariage aux Mareschal vers le milieu du XVe siècle), Ribaud ou Rubaud (Coise-Saint-Jean-Pied-Gauthier) ;
- en Maurienne : Saint-Michel (Jean Balthazard de Duyn obtient, en 1602, par mariage avec Antoinette du Pont, le titre de baron de Saint-Michel)[66].

## Charges et offices
Des membres de la famille ont occupé les charges de :
- bailli de Savoie (1349-1351) ;
- bailli de Vaud (1281[47], v. 1455-1456)[67],[68] ;
- bailli du Chablais (1288 ?)[47] ;
- bailli de Genevois (1296-1298).

Des membres de la famille ont été châtelains de :
- Annecy (1325-1331) ;
- Chambéry (1449-1454) ;
- Duingt (1470-1479) ;
- Évian et Féternes (1347-1349) ;
- Maurienne (1313-1315) ;
- Montmélian (1349-1351) ;
- Tournon (1506-1516).